# Distrito electoral federal 1 de Querétaro
El Distrito electoral federal 1 de Querétaro es uno de los 300 distritos electorales en los que se encuentra dividido el territorio de México para la elección de diputados federales y uno de los cinco en los que se divide el estado de Querétaro. Su cabecera es la ciudad de Cadereyta de Montes.
El distrito 1 del estado de Querétaro se encuentra ubicado en el territorio noreste del estado y es el de territorio más extenso, desde el proceso de distritación de 2017 llevado a cabo por el Instituto Nacional Electoral está formado por el territorio los siguientes municipios: Arroyo Seco, Cadereyta de Montes, Colón, Jalpan de Serra, Landa de Matamoros, Pedro Escobedo, Peñamiller, Pinal de Amoles, San Joaquín y Tolimán.

## Diputados por el distrito
- XLIX Legislatura
  - (1976 - 1979): José Ortiz Arana
- L Legislatura
  - (1976 - 1979): Eduardo Ugalde Vargas
- LI Legislatura
  - (1979 - 1982): Fernando Ortiz Arana
- LII Legislatura
  - (1982 - 1985): Angélica Paulín Posada
- LIII Legislatura
  - (1985 - 1988): Edmundo González Llaca
- LIV Legislatura
  - (1988 - 1991): María Elena Martínez Carranza
- LV Legislatura
  - (1991 - 1994): Fernando Ortiz Arana
- LVI Legislatura
  - (1994 - 1997): José Manuel García García
- LVII Legislatura
  - (1997 - 2000): Ruperto Alvarado Gudiño
- LVIII Legislatura
  - (2000 - 2003): Timoteo Martínez Pérez
- LIX Legislatura
  - (2003 - 2006): José Alfonso Muñoz Muñoz
- LX Legislatura
  - (2006 - 2009): José Ignacio Rubio Chávez
- LXI Legislatura
  - (2009 - 2012): Miguel Martínez Peñaloza
- LXII Legislatura
  - (2012 - 2015): Delvim Fabiola Barcenas Nieves
- LXIII Legislatura
  - (2009 - 2012): José Hugo Cabrera Ruiz
- LXIV Legislatura y LXV Legislatura
  - (2018 - 2021 2021 - 2024): Sonia Rocha Acosta ¿
- LXVl Legislatura
  - (2024 - 2027): Gilberto Herrera Ruiz [2]